# 布莉姬·拉孔柏
布莉姬·拉孔柏（英語：Brigitte Lacombe，1950年12月23日—），旅居紐約的法國攝影師。擅長人物肖像攝影，她的風格以平靜、真實、內斂為主，與她合作過的人，大多以好萊塢的明星、導演、劇場演員、劇作家、人權領袖或政治人物為主。
17歲離開學校後，便在法國《ELLE》雜誌的黑白攝影實驗室裡實習，在1975年坎城影展上遇見了達斯汀·霍夫曼和唐納·蘇德蘭，他們邀請她在他們分別參與演出的電影《驚天大陰謀》和《卡薩諾瓦》中擔任劇照拍攝工作，同年，她獲得史蒂芬·史匹柏的賞識，邀請她參與《第三類接觸》。
1983年，美國劇作大師David Mamet邀請拉孔柏前往芝加哥Goodman劇院，一同投入他所創作的「Glengarry Glen Ross」製作，這部劇碼後來改編成電影《大亨遊戲》（Glengarry Glen Ross），由艾爾·帕西諾主演。1985年起，獲得紐約林肯表演藝術中心劇院總監Gregory Mosher的力邀，使拉孔柏以第一更是唯一劇場攝影師人選，與林肯表演藝術中心劇院長達七年的合作關係。
她溫潤而寧靜的攝影風格，除了為許多名人拍攝人物肖像之外，也擅長紀錄電影拍攝，與她合作最為密切的導演包括了《英倫情人》、《冷山》的英國導演安東尼·明格拉，《計程車司機》、《四海好傢伙》、《神鬼無間》的馬丁·史柯西斯、《畢業生》、《誘心人》、《蓋世奇才》的導演迈克·尼科尔斯等人，她近來的電影紀錄作品包括了《穿著Prada的惡魔》、《縱情女郎》、《凡爾賽拜金女》、《特務風雲》、《解構生活》、《航站情緣》等。

## 外部連結
- 官方網頁 （页面存档备份，存于）
- Brigitte Lacombe 《Entertainment Weekly》雜誌上的介紹 （页面存档备份，存于）
- Brigitte Lacombe 電視節目《Charlie Rose》的訪問